# ジフェニルアセチレン
ジフェニルアセチレン（英: Diphenylacetylene）は、化学式C6H5C≡CC6H5で表されるアルキンの一種。アセチレンの両端にフェニル基が2つ結合している。無色の結晶であり、有機合成化学や、有機金属化学の配位子などに使われる。

## 生成
ジフェニルアセチレン誘導体は、スチルベン誘導体をカリウム tert-ブトキシドで処理することにより得られる。

## 用途
ジフェニルアセチレンのポリマーであるポリジフェニルアセチレンは、気体分離複合膜の材料として使用される。ジフェニルアセチレンの水素化により、液晶の原料であるトランススチルベンを合成する研究が行われている。